# Instacart
Maplebear Inc. är ett amerikanskt IT- och transportföretag som verkar inom personal shopper och leveranser för bland annat alkoholdrycker, läkemedel och mat i Kanada och USA. Företagets kunder använder en internettjänst som heter Instacart och beställer de varor de vill ha från oberoende butikskedjor och får det plockat och antingen utkört till sig eller för kunden att hämta upp. För 2024 hade Instacart uppemot 14 miljoner aktiva användare och som la fler än 290 miljoner beställningar. Dessa plockades och eventuellt kördes ut av omkring 600 000 självständiga kontraktsanställda.

## Historik
Under sommaren 2012 ville entreprenören Apoorva Mehta ansöka om stöd från uppstartsförmedlingen Y Combinator för att kunna starta upp Instacart. Problemet var dock att ansökningstiden hade redan gått ut. Mehta tog då kontakt med Y Combinators delägare Garry Tan och frågade om man kunde göra en ansökning i efterhand. Tan svarade med att Mehta kunde göra det men det skulle vara nästintill omöjligt att få igenom den. Mehta gav sig dock inte utan han la en beställning på ett sexpack med öl och skickade till Tan via Instacart. Tan hörde av sig och var frågande till ölen som hade levererats. Mehta förklarade då vad Instacart var. Dagen därpå hörde Tan av sig och bjöd in Mehta till Y Combinators för samtal med de andra delägarna på uppstartsförmedlingen. I oktober grundade Mehta Instacart officiellt med hjälp av Brandon Leonardo och Max Mullen.
I september 2023 blev företaget ett publikt aktiebolag och börsnoterades på Nasdaq.